# Ibes (bairro)
O Instituto do Bem Estar Social (IBES) é um bairro da cidade de Vila Velha, Espírito Santo, e foi uma instituição criada pelo governo do estado com a finalidade de planejar e administrar empreendimentos voltados para o desenvolvimento social.
Quando o executivo inaugurou a rodovia Carlos Lindemberg, em 1951, ligando Vitória a Vila Velha, planejou construir no município vizinho um conjunto de casas para diminuir o déficit de moradias para funcionários inscritos nos programas sociais dos seus respectivos órgãos. Dentre esses órgãos estavam o IAPC (Instituto de Aposentadoria e Pensão dos Comerciários), o IAPI (Instituto de Aposentadoria dos industriários), o IJM (Instituto Jerônimo Monteiro, dos funcionários do estado do Espírito Santo) e outros, num total de seis organizações.
A Fundação da Casa Popular, criada no governo do general Eurico Gaspar Dutra e com sede no Rio de Janeiro, foi convidada para planejar, construir e vender o que viria ser o Núcleo Alda dos Santos Neves. O projeto coube ao arquiteto Renato Sá, que optou pelo modelo S3QCB da Fundação, cujas unidades, em dois pisos, eram compostas de sala, três quartos, cozinha e banheiro. A equipe de planejamento e vendas encarregou-se do levantamento do terreno e do custo das unidades habitacionais. Assim, foram construídas 244 unidades e fixado o valor de cinqüenta e oito mil cruzeiros para cada uma.
No plano geral, cada instituição ocuparia uma área trapezoidal, que em conjunto formariam a figura de um grande hexágono, sendo o espaço interno reservado para uma ampla praça central. O Instituto Jerônimo Monteiro ocuparia também as áreas laterais da avenida principal que liga o Núcleo à rodovia Carlos Lindemberg.
Só depois, durante o andamento da construção, constatou-se que o custo de cada unidade não seria compatível com o nível salarial dos funcionários. Com a revisão dos cálculos a Fundação da Casa Popular decidiu oferecê-las a outras camadas da sociedade, que as adquiriu nas seguintes proporções:
O projeto contou com o apoio do sucessor no Palácio Anchieta, o governador Lacerda de Aguiar, e com as profícuas administrações dos presidentes Moacyr Lofêgo e Guilherme Santos, advogados.
O Núcleo foi projetado e construído suficientemente afastado da rodovia, que seria a principal via de ligação entre o município e a capital. Além do benefício social, o conjunto tornou-se obra modelar, porque foi concluída sem que qualquer serviço ou apoio de infra-estrutura fosse debitado à Prefeitura Municipal. Foi entregue tendo iluminação pública completa, rede de distribuição de água em todas as casas e serviços, correta drenagem pluvial, biblioteca central, prédio destinado a escola pública, centro comercial e mercado, além de amplo espaço destinado ao jardim público. Aos moradores não faltou a concessão de transporte coletivo por empresa particular, que interligou o núcleo aos centros de Vila Velha e Vitória.
Todavia, para o combalido erário da prefeitura de Vila Velha foi um empreendimento que não trouxe benefícios, porque além de ocupar grande área pertencente ao patrimônio público, ficou isento do imposto predial. Conforme decreto-lei municipal, a Fundação da Casa Popular só poderia construir em áreas doadas, ficando as casas isentas de impostos e taxas até que fossem totalmente pagas ou transferidas definitivamente aos promitentes compradores.

Mapa negativo mostrando o traçado das quadras e ruas do bairro IBES e seu entorno imediato, no município de Vila Velha.